# 최무
최무(崔武, ? ~ ?)는 일제강점기의 언론인이다.

## 생애
생몰년과 본적지 등 정확한 신상은 알려져 있지 않다. 1920년 이후부터 《동만신보(東滿申報)》 기자로 재직했고, 1926년부터 1936년까지 《간도일보(間島日報)》 기자로 재직했다. 1940년 1월 간도성민대회 발기인 및 집행위원을 역임했으며, 1940년 3월 《만선일보》 간도지사장 대리 및 기자를 역임했다. 1940년 6월에는 특설부대 위안금모집위원회 위원으로 참여했고, 1941년 12월 만선일보 간도지사장으로 각각 선임되었다.
《만선일보》 기자 재직 시절 조선인 특설부대 후원 활동에 적극 참여하는 한편, 《만선일보》에 일제의 침략 전쟁과 식민 통치를 선전하는 기사, 만주에서 활동하던 항일 무장 세력을 탄압한 경방대 활동을 찬양하는 기사, 일제의 침략 전쟁과 식민 통치에 적극 협력한 재만 조선인 인사들을 소개하고 이들을 찬양하는 기사를 기고했다. 친일반민족행위진상규명위원회가 발표한 친일반민족행위 705인 명단에 포함되었다.

## 참고 자료
- 친일반민족행위진상규명위원회 (2009). 〈최무〉. 《친일반민족행위진상규명 보고서 Ⅳ-17》. 서울. 850~862쪽.